# Gelterfingen

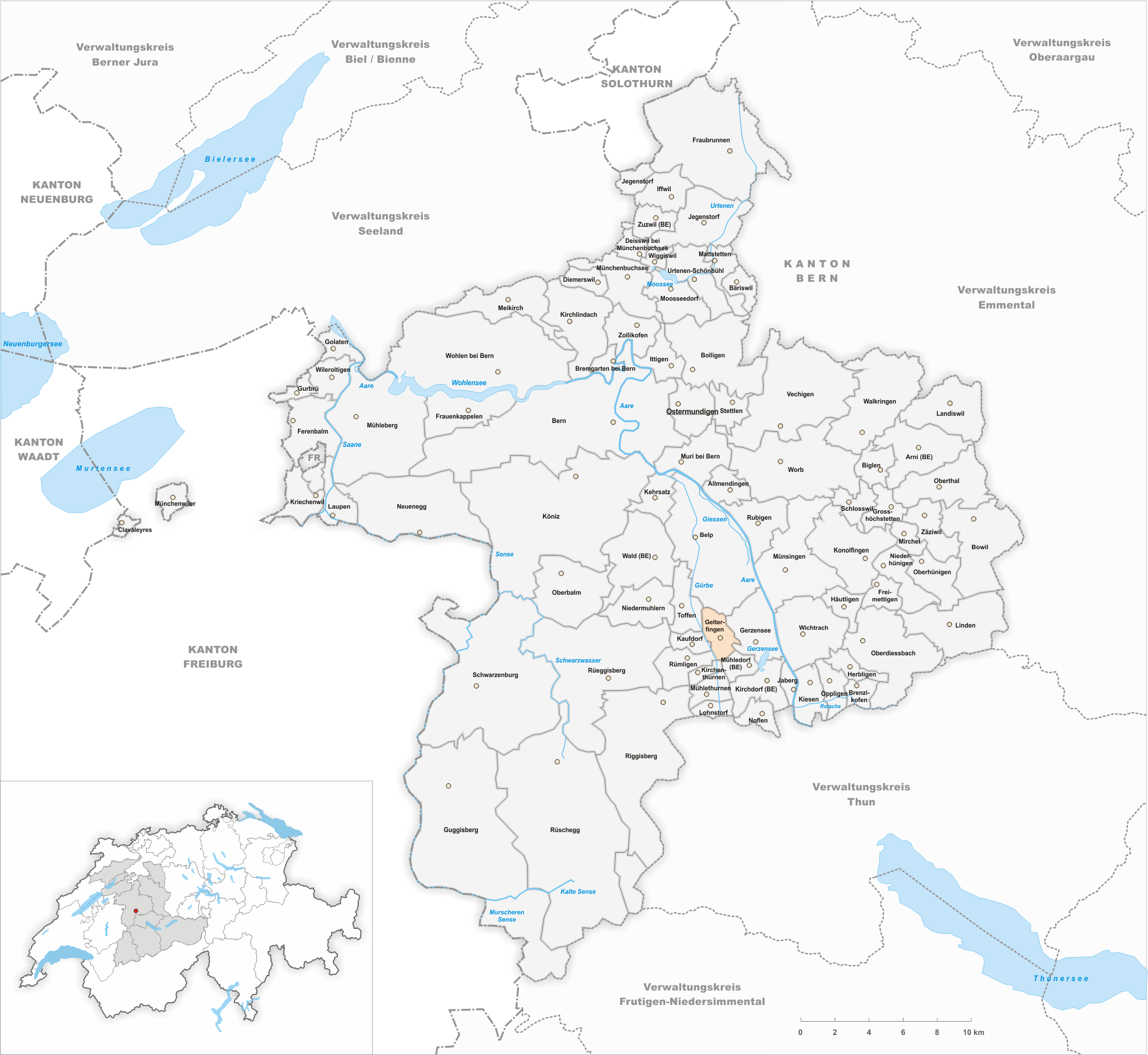
Gemeindestand vor der Fusion am 1. Januar 2018

Gelterfingen ist ein Ort in der politischen Gemeinde Kirchdorf im Verwaltungskreis Bern-Mittelland des Kantons Bern in der Schweiz. Bis zum 31. Dezember 2017 war Gelterfingen eine eigene politische Gemeinde. Am 1. Januar 2018 fusionierte diese mit den Gemeinden Mühledorf und Noflen zur neuen Gemeinde Kirchdorf.

## Geographie
Gelterfingen liegt auf 552 m ü. M., 13 km südsüdöstlich der Kantonshauptstadt Bern (Luftlinie). Das Bauerndorf erstreckt sich am östlichen Rand der Gürbetalebene, leicht erhöht auf dem Schwemmkegel des Dorfbachs am Südwestfuss des Belpberges. Dank seiner Lage am Sonnenhang des Berges weist Gelterfingen im Vergleich zum näheren Umland ein sehr mildes Klima auf.
Die Fläche des 3,5 km² grossen Gebiets der ehemaligen Gemeinde umfasst einen Abschnitt des Gürbetals. Die westliche Grenze verläuft meist entlang der kanalisierten und begradigten Gürbe. Von hier erstreckt sich Gerlafingen ostwärts über die landwirtschaftlich intensiv genutzte Talebene (rund 1 km breit) mit dem Kanal der Müsche und über den Hang von Gelterfingen bis an den Rand der Hochfläche des Belpberges. Der Südwesthang des Belpberges ist an den meisten Orten sehr steil und teilweise von Sandsteinfelsen durchzogen. Während die Steilhänge waldbedeckt sind (Kramburgwald, Berghölzli), ist der untere Hangabschnitt mit Wiesen bestanden. Mit 823 m ü. M. wird südlich von Eggenhorn die höchste Erhebung von Gelterfingen erreicht. Die nördliche Abgrenzung bildet das Tälchen von Heiteren. Von der Gemeindefläche entfielen 1997 5 % auf Siedlungen, 23 % auf Wald und Gehölze und 72 % auf Landwirtschaft.
Zu Gelterfingen gehören der südlichste Teil von Heiteren (538 m ü. M.) am Westfuss des Belpberges, der Weiler Kramburg (660 m ü. M.) am Südwesthang des Belpberges, die Hofsiedlung Eggenhorn (781 m ü. M.) auf der Höhe des Berges sowie verschiedene Einzelhöfe. Nachbargemeinden bzw. ‑orte von Gelterfingen sind Belp, Gerzensee, Mühledorf, Kirchenthurnen, Rümligen, Kaufdorf und Toffen.

## Bevölkerung
Mit 303 Einwohnern (Stand 31. Dezember 2017) gehörte Gelterfingen zu den kleinen Gemeinden des Kantons Bern. Von den Bewohnern waren im Jahr 2000 98,0 % deutschsprachig, 0,4 % italienischsprachig, und 0,4 % sprachen Portugiesisch. Die Bevölkerungszahl von Gelterfingen belief sich 1850 auf 299 Einwohner, 1900 auf 243 Einwohner. Im Verlauf des 20. Jahrhunderts pendelte die Bevölkerungszahl im Bereich zwischen 240 und 310 Personen, wies aber grössere Fluktuationen auf. Seit 1990 (303 Einwohner) wurde eine deutliche Bevölkerungsabnahme verzeichnet.

## Politik
Die Stimmenanteile der Parteien anlässlich der Nationalratswahlen 2015 betrugen: SVP 55,4 %, BDP 17,0 %, SP 14,7 %, glp 2,8 %, GPS 2,4 %, EDU 2,2 %, FDP 1,2 %, ALP 1,1 %.

## Wirtschaft
Gelterfingen war bis in die zweite Hälfte des 20. Jahrhunderts ein vorwiegend durch die Landwirtschaft geprägtes Dorf. Noch heute haben der Ackerbau und der Gemüsebau auf den fruchtbaren Böden des Gürbetals sowie die Milchwirtschaft und die Viehzucht in den erhöhten Lagen einen wichtigen Stellenwert in der Erwerbsstruktur der Bevölkerung. Der früher verbreitete Anbau von Kohl ist im Rückgang begriffen. Weitere Arbeitsplätze sind im lokalen Kleingewerbe und im Dienstleistungssektor vorhanden, unter anderem in Betrieben der Holzverarbeitung und der Automobilbranche. Viele Erwerbstätige sind auch Wegpendler, die hauptsächlich in den grösseren Ortschaften der Umgebung, in der Agglomeration Bern und im Raum Thun arbeiten.

## Verkehr
Gelterfingen liegt abseits der grösseren Durchgangsstrassen an einer Verbindungsstrasse von Belp nach Kirchdorf (BE). Der nächste Anschluss an die Autobahn A6 (Bern–Thun) befindet sich rund 8 km vom Dorf entfernt. Durch einen Postautokurs, welcher die Strecke von Belp nach Kirchdorf bedient, ist Gelterfingen an das Netz des öffentlichen Verkehrs angebunden.

## Geschichte
Die erste urkundliche Erwähnung des Ortes erfolgte 1345 unter dem Namen Geltolfingen; von 1364 ist die Bezeichnung Gelterfingen überliefert. Der Ortsname geht auf den althochdeutschen Personennamen Gildulf oder Geltolf zurück und bedeutet demnach bei den Leuten des Gildulf/Geltolf.
Gelterfingen entwickelte sich unterhalb der Burg Kramburg, die vermutlich bereits im 12. Jahrhundert existierte. Die Freiherren von Kramburg waren ein Ministerialengeschlecht der Grafen von Kyburg und verfügten über das Gebiet von Gelterfingen, Gerzensee und Uttigen, das sie im 13. Jahrhundert zu ihrem Stammsitz erkoren. Nachdem das Geschlecht der Freiherren von Kramburg um 1355 erloschen war, kam der Besitz 1373 an die Johanniterkommende Münchenbuchsee. Unter immediater bernischer Herrschaft (ab 1528, nach der Säkularisation der Kommende) wurde Kramburg respektive Gelterfingen zu einem Vennergericht erhoben, das dem Landgericht Seftigen unterstand.
Nach dem Zusammenbruch der Stadt und Republik Bern (1798) gehörte Gelterfingen während der Helvetik zum Distrikt Seftigen und ab 1803 zum Oberamt Seftigen, das mit der neuen Kantonsverfassung von 1831 den Status eines Amtsbezirks erhielt. Ab 1855 wurde die Gürbe korrigiert, welche früher oft den gesamten Talboden überschwemmt hatte. Dadurch wurde mit der Zeit wertvolles Kulturland gewonnen. Die letzte grosse Melioration fand zwischen 1942 und 1951 statt.

## Sehenswürdigkeiten
In Gelterfingen sind verschiedene stattliche Bauernhäuser aus dem 17. bis 19. Jahrhundert erhalten. Einige Mauerreste der ehemaligen Burg Kramburg sind im Wald oberhalb des Dorfes sichtbar. Gelterfingen besitzt keine eigene Kirche, es gehört zur Pfarrei Kirchdorf.